# Sternohammus niasensis
Sternohammus niasensis är en skalbaggsart som beskrevs av Stefan von Breuning 1935. Sternohammus niasensis ingår i släktet Sternohammus och familjen långhorningar. Inga underarter finns listade i Catalogue of Life.